# Ičiro Suzuki
Ičiro Suzuki (铃木 一 朗, すずき いちろう), japonski bejzbolist, * 22. oktober 1973, Tojojama.
Ičiro v sezoni 2015 igra za Miami Marlins in je japonski igralec, ki je dosegel večji uspeh v Glavni bejzbolski ligi. Z 262 udarci je rekorder v številu zadetih žog v eni sezoni MLB.